# Формат дебатов Карла Поппера
Формат дебатов Карла Поппера, или Дебаты программы Карла Поппера — формат образовательных дебатов, считающийся простейшим и оптимальным для начинающих дебатёров. Создан Институтом «Открытое общество» как самый мягкий командный дебатёрский формат.
В каждом раунде дебатов команды — Утверждение и Отрицание, одна из которых поддерживает заявленную тему, а другая, соответственно, её отрицает. После каждой речи, кроме двух последних (аналитических), спикерам задаются вопросы от противоположной команды (раунд перекрёстных вопросов, или раунд перекрёстного допроса).

## Регламент
Регламент полного формата, в некоторых случаях время речей сокращается (обычно в тренировочных играх (Чаще всего время речей сокращается до 5 минут — У(О)1 и 4 минут — У(О)2,3)).
1. У1 — 6 минут — представление команды, актуальность темы, определение основных понятий, выдвижение критерия (игра, однако, может вестись и по аспектам) — основной ценности команды, — и краткое заявление с минимумом поддержек всех аргументов команды.
О3 — 3 минуты — перекрёстный допрос У1.
2. О1 — 6 минут — представление команды, выражение позиции команды по заявленным определениям (согласие), принятие/отклонение критерия или аспектов, атака на аргументы Утверждения, подведение итога раунда перекрёстных вопросов, а также краткое раскрытие всех аргументов Отрицания.
У3 — 3 минуты — перекрёстный допрос О1.
3. У2 — 5 минут — восстановление линии Утверждения, подведение итога раунда перекрёстных вопросов, атака аргументов Отрицания и полное раскрытие своего кейса.
О1 — 3 минуты — перекрёстный допрос У2.
4. О2 — 5 минут — подведение итога раунда перекрёстных вопросов, восстановление линии Отрицания, атака кейса Утверждения и полное раскрытие своего кейса.
У1 — 3 минуты — перекрёстный допрос О2.
5. У3 — 5 минут — анализ игры: выявление точек столкновения и соприкосновения мнений, акцентирование узловых моментов дебатов, объяснение, почему аргументы Утверждения убедительнее. После речи к спикеру не задаются вопросы.
6. О3 — 5 минут — последнее слово Отрицания, аналогично: анализ игры.
У каждой команды есть время на подготовку (тайм-аут) общей суммой 8 минут, но существует правило, по которому нельзя брать больше 2 минут за раунд. 
Минимально обычно можно взять 15—30 секунд и продлевать, чтобы не осталось лишнего, неистраченного времени.

## Параллели с другими форматами
Много сходств формат Карла Поппера имеет со Всемирным форматом школьных дебатов и с форматом Линкольна-Дугласа.

## Судейство формата
Решение судьи в отношение дебатов окончательно. Нарушение правил может (в зависимости от решения судьи) повлечь за собой снижение баллов спикера или поражение команды в раунде дебатов. При серьёзном нарушении правил, до принятия карательного решения судья должен проконсультироваться с главным судьёй турнира. Главный судья или созданная им комиссия могут назначить команде наказание, вплоть до удаления команды или участника с турнира.
Решения судей не изменяют, исключением может быть только откровенная или намеренная ложь — в этом случае главный судья может изменить решение судьи, при условии, что решение будет изменено до начала следующего раунда.